# Уфимские горы

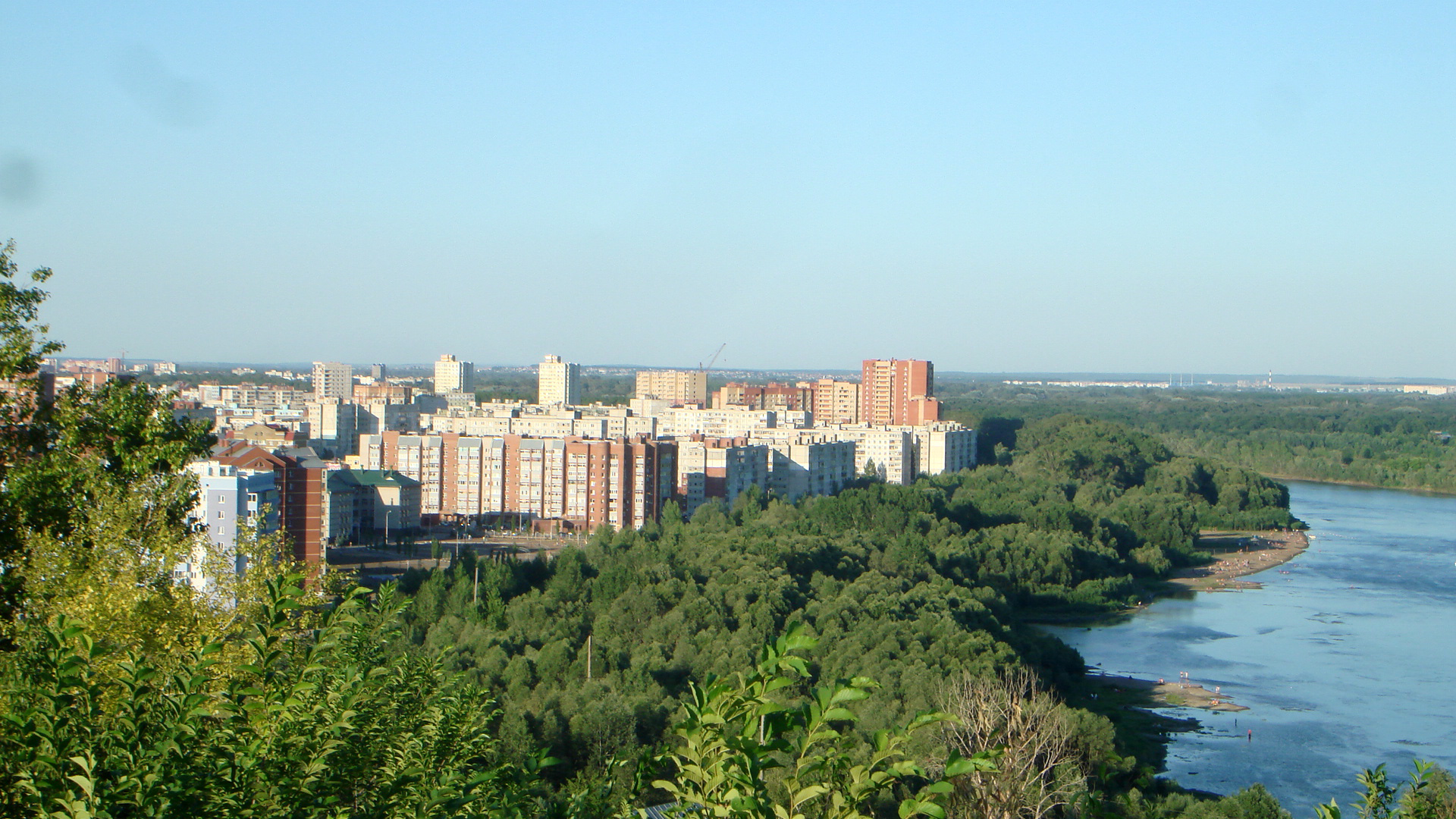
Вид с Тужиловской горы на Сипайлово

Уфимские горы — холмы Уфимского полуострова, на которых расположена Уфа, издавна имеющие свои названия и историю. Высота холмов варьируется, и может быть от 100 до 180 метров.

## Александровский холм
На холме располагается Александровская (Профсоюзная) площадь и сквер Мустая Карима.
На его вершине располагалась Александро-Невская церковь, заложенная Императором Александром I. На её месте сейчас находится Дворец Профсоюзов.

## Вокзальная гора
Гора в районе улицы Антонова с хорошим видом на железнодорожный вокзал. Граничит непосредственно с парком И. Якутова. На данный момент застроена жилыми домами.

## Гора Висячий Камень

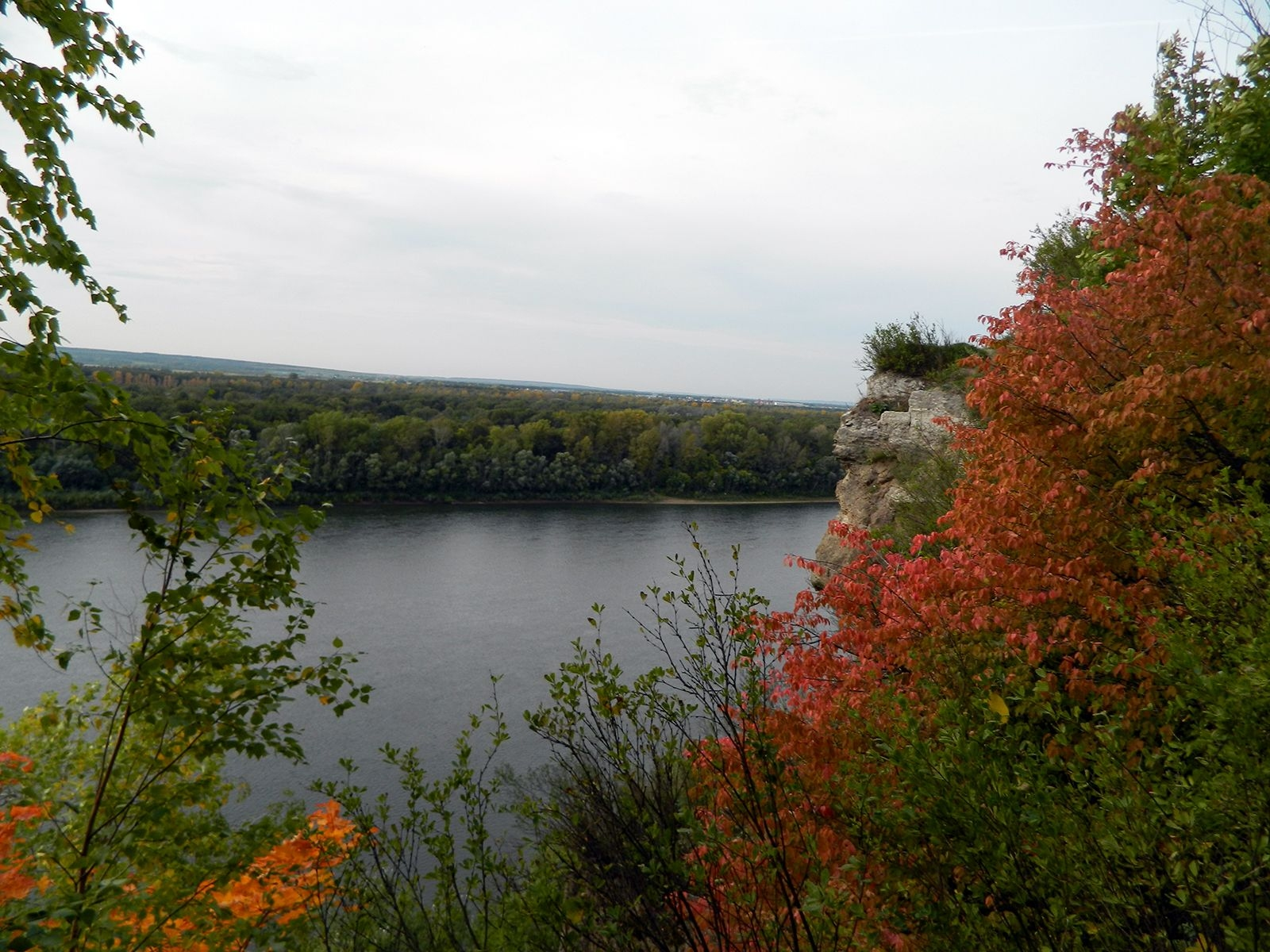
Вид на Висячий камень и реку Белую

Отвесный скалистый и заросший лесом правый берег реки Белой, расположенный на Уфимском карстовом косогоре. Заключён между двумя оврагами с ручьями, и участком Куйбышевской железной дороги Воронки — Городской Дворец Культуры. Наивысшая точка — одноимённый скальный выступ Висячий Камень — городская достопримечательность и памятник природы, откуда открывается панорамный вид на реку Белую и её левобережную пойму. Пройти к выступу возможно от бульвара Славы.
Является одним из мест гнездования сапсана в Уфе.
По левому берегу реки Белой существует одноимённый перекат Висячий Камень.

## Дежнёвская гора
Является одним из крупных уфимских холмов и располагается на территории Орджоникидзевского района города. Своё название гора получила по деревне Дежнёво, которая находилась у её подножья. Своё название гора дала также автомобильному мосту от проспекта Октября к улицам Комарова и Интернациональной. В прежние времена от деревни Дежнёво в сторону Уфы действовал торговый волок, благодаря которому путь сокращался на 50 км, а время — на 2-3 дня.
До Революции 1917 г. здесь находилась большая пристань для пароходов и катеров. В 1967 году на севере Дежнёвской горы был построен стадион «Нефтяник», а на её южных склонах — хорошо оборудованная лыжная, а потом и биатлонная трасса.
В 1985 году на Дежнёвской горе были открыты парк Победы и памятник Александру Матросову и Миннигали Губайдуллину. Рядом с парком в 1998 году открылась мечеть Ляля-Тюльпан.

## Дудкинская (Лысая) гора
Дудкинская гора находится в районе современной Зелёной Рощи, и тянется она от Уфимского юридического института МВД России, вдоль улицы Авроры, и до микрорайона Глумилино. Является самым большим холмом Уфы. Высота 198 метров.
Дудкинская гора названа по имени уфимского стрельца Антошки Дудки, организовавшего в 1676 году у подножия горы Дудкинскую переправу (Дудкин перевоз), спуск к которой сохранился и сейчас.
Название Лысая гора обязано тому факту, что ранее её склоны в большей части стали безлесными вследствие вырубки для строительства города. Однако сейчас они заняты лесопосадками и лесами.
На горе располагается Чёртово городище, где ранее были древнейшие поселения на территории Уфы. В период XVII — XVIII веков здесь располагалась ногайская застава. Также на этом месте сейчас стоит памятник Маевке 1905 года.
На восточном склоне Лысой горы находится большой уфимский овраг, называемый Дудкинским карстовым провалом, диаметром 500 м и глубиной 100 м с огромным провалом в центре, а также многочисленные карстовые воронки.
Сейчас на Лысой горе находится большой зелёный массив (лесопарк восточного склона Уфы), со множествами лесных заболоченных озёр и родниками; лесопарк Лесоводов Башкирии, парк лесовода Г. М. Рутто, санатории «Зелёная роща», «Салют» и «Радуга», урочище Коровий спуск, торгово-выставочный комплекс «ВДНХ-Уфа», Лайфстайл центр «Башкирия», спортивный комплекс «Трамплин», ипподром «Акбузат». С южной стороны к горе примыкают урочище Терегуловские луга и южный водозабор Уфы.

## Казачий спуск
Спуск с холма по современной улице К. Маркса к железнодорожному вокзалу.

## Курочкина гора
Курочкина гора находится в северо-восточной части Уфы и отделяется от Черниковки рекой Шугуровкой. Высота горы достигает 62 м.
С начала XVII веке территория горы находилась во владении уфимских купцов Каловских. Некоторые земли около горы принадлежали купцу Курочкину, фамилия которого и дала название горе. Также здесь находилась деревня Курочкино и деревенское кладбище.
На горе есть захоронения воинов Великой Отечественной войны, умерших в госпитале Черниковска (в школе № 61).
До 1950-х годов на горе была поляна, вокруг которой рос мелкий кустарник.
В период 1950—1954 годов здесь были высажены сосна, лиственница, дуб, ясень и тополь, а также маньчжурский орех и амурский бархат.
В 1960-е годы гору пытались назвать «Зелёной», но это название не прижилось.

## Лагерная гора
Находится непосредственно над железнодорожным вокзалом в районе спуска из центра Уфы к Нижегородке: улицы К. Маркса и начала бульвара Ибрагимова. Граничит с Казачьим спуском.
По склону горы идёт узкая Лагерная улица, рядом находится большая Лагерная площадь. Здесь располагались летний лагерь Уфимского гарнизона и место сбора рекрутов перед посадкой на поезда. В период Первой мировой войны здесь располагались сборный пункт и казармы для солдат.

## Непейцевская гора
Располагается в микрорайоне ЦЭС, Трамвайной и Российской улиц, Уфимского шоссе и проспекта Октября и протягивается от Дежнёвской до Тужиловской гор.
Названа по деревне Непейцево, находившейся в верхней части горы (вплоть до её застройки в 1960-е годы), и принадлежавшая дворянам Непейцевым (уфимская ветвь дворян Непейцынов). Также одно время именовалась ЦЭСовской горой по названию Центральной электростанции, построенной в 1928 году.
На горе расположен памятник природы — Непейцевский дендропарк, история которого началась ещё в 1811 году. Владелец здешней усадьбы Осип Тимофеевич Непейцев начал облагораживать территорию деревьями и кустарниками, которые привозил со всего света. Также здесь расположены сад имени А. Матросова, парк имени М. И. Калинина, жилые дома, производства.

## Острожный холм
Располагается на пересечении  улиц Пушкина и Воровского. В XVI веке здесь находились острог и тюрьма. Сейчас на этом месте находится памятник архитектуры — особняк А. И. и В. В. Тушновых.

## Сафроновская гора
Сафроновская гора является одним из самых крупных уфимских холмов. Крутизна склонов горы достигала 15-20°.
Вначале она называлась Богородской горой, поскольку на ней располагалась одноимённая слобода. Позднее была переименована в Сафроновскую по названию находящейся у её подножия на берегу реки Белой Сафроновской пристани. Появившаяся в 1870-х гг. на горе слобода, населённая работавшими на пристани уфимцами, также называлась Сафроновской. Плотная застройка Сафроновской горы началась в конце XIX в. после расширения Сафроновской пристани и появления рядом с ней железнодорожной станции, и на ней появились улицы Речная, Мензелинская, Бирская, Стерлитамакская, которые шли перпендикулярно реке Белой. На Сафроновской горе были построены нефтебаза Нобеля и мельница П. И. Костерина и С. А. Черникова. Территория горы с 1887 г. начала отводиться для постройки жилых кварталов и торгово-промышленных компаний.
В конце 1920-х гг. у подножия горы располагались мыловаренные заводы, которые перерабатывали кости и собачий жир, вследствие чего гору некоторое время называли Собачьей (Собачкой).
До начала хозяйственной деятельности на горе росли лиственные и хвойные деревья, были поляны. В 1950-е гг. на горе были высажены сосна, дуб, акация, бузина.

## Семинарская гора
Названа в связи с постройкой на этом месте здания Духовной семинарии в 1828 году.
На горе находятся Соборная площадь, здание Министерства промышленности и инновационной политики Республики Башкортостан (бывшее здание Духовной семинарии), спортивный комплекс «Динамо», корпуса Башкирского государственного университета (ныне Уфимский университет науки и технологий), Башкирский академический театр драмы имени М. Гафури, парк имени Ленина.

## Сергиевская гора
Также именуется как Сергиевский холм. Расположена от начала улицы Менделеева, отделяется Сутолоцким оврагом, Шувалиным оврагом (от Усольской горы) и оврагом по Большой Московской улице и продолжается до микрорайона Караидель. Названа по Сергиевской церкви.
Историческое место: первоначально именно здесь селились первые жители Уфы, вдоль современной улицы Бехтерева.
На горе расположены памятники архитектуры (дом Шепелева), жилые дома и Сергиевское кладбище.

## Случевская (Шугуровская) гора
Случевская гора находится рядом с Оренбургской переправой и к западу от Ногайского оврага, через который был перекинут мост.
Первоначальное название горы — Ногайская. Также именовалась Шугуровской. Во второй половине XVII века являлась западной границей города. В начале XVIII века начала активно заселяться. Современное название гора получила по парку («Парк на Случевской горе», ныне — Сад имени С. Юлаева) в конце XIX века, который в свою очередь был именован в честь уфимского губернатора К. А. Случевского.
На горе расположены Софьюшкина аллея, Висячий мост через овраг (пешеходный, в народе — «Мост влюблённых») в саду имени С. Юлаева, сквер «Волна», безымянный сквер вдоль жилых домов. В настоящее время её рельеф изменился настолько, что она более не напоминает гору.

## Троицкий холм
Троицкий холм — место, где стоял Уфимский кремль. Расположен по оврагам речек Ногайки (Ногайскому), Сутолоки (Сутолоцкому) и безымянному ручью, по улицам Посадской и Октябрьской революции.
По юлианскому календарю 30 мая 1574 года, в Троицын день, у подножья холма высадился отряд московских стрельцов. Здесь же на берегу было возведено первое городское здание Уфы — небольшая обыденная церковь (срубленная в один день — «об един день»), названная в честь праздника Троицы. В храме были устроены приделы во имя Божьей Матери и Святого Николая Чудотворца. Церковь отмечена на картах Уфы вплоть до конца XIX века. До наших дней не сохранилась, судьба её неизвестна. Вероятно, была разобрана из-за ветхости. Троицкая церковь стояла на берегу реки Белой, рядом с устьем Троицкого ручья. Впоследствии в честь Троицы были названы Троицкий овраг, откуда бил ручей, и Троицкий холм.
На Троицком холме было расположено первое каменное здании Уфы — Троицкая церковь (Смоленский собор), а также Троицкая площадь, вокруг которых была позже сооружена Уфимская крепость, ныне уничтоженные. Холм соединялся через овраг (по проспекту С. Юлаева) Демидовским подвесным мостом. У подножья холма располагалась Нижнеторговая площадь.
Сейчас на холме располагаются Монумент Дружбы, жилые дома, бизнес-центр и здания государственных служб.

## Тужиловская гора
Тужиловская гора находится севернее ипподрома «Акбузат» в районе реки Уфы на съезде от Проспекта Октября в сторону Сипайлово и включает в себя микрорайоны Тужиловка, Глумилино, Глумилино-1 и Глумилино-2, современные жилые комплексы «Планета», «Квартал Энтузиастов». Названа по деревне Тужиловке под горой вдоль автомобильной трассы. Деревня в свою очередь была названа по имени лесопромышленника и купца Тужилова, который владел здесь лесной пристанью на реке Уфе. Иногда именуется горожанами «Сипайловской».
На восточной части Тужиловской горы некогда располагалось городское стрельбище общества рыбаков и охотников. На горе также размещались Башкирская лесная опытная станция, а позднее на её месте — секретная третья (по счёту) радиостанция имени Коминтерна РВ-1, эвакуированная во время Великой Отечественной войны из города Электросталь. В 2007 году радиостанция ликвидирована.
На горе располагаются Кошкин лес, торгово-развлекательный центр «Планета», строительный гипермаркет «Леруа Мерлен», гипермаркет «Лента».

## Усольская (Пугачёвская) гора
Усольской горой называется холм по Сочинской улице, отделяющийся от Сергиевской горы Шувалиным оврагом, и идущий до Дудкинской горы. Её вершина — Усольская сопка, на которой было небольшое карстовое озеро, где находилась солеварня при Уфимском Успенском мужском монастыре. В конце XIX века гора некоторыми горожанами именовалась Шиханом. По названию горы получили своё название Большая, Малая, Средняя, Верхняя Усольская улицы и целых семь Усольских переулков. Впоследствии эти улицы и переулки были переименованы: Малая Усольская стала просто Усольской, Средняя Усольская — улицей Софьи Перовской, Верхняя Усольская — улицей Нечаева и др. После Октябрьской Революции 1917 года, находящаяся под горой Золотухинская слобода стала называться Пугачёвской, поэтому и Усольская гора стала называться Пугачёвской. Ныне используются оба названия горы.
На горе расположены здания бывших Иверской и Александровской церквей Благовещенского монастыря, жилые дома, офисные здания.

## Уфимский косогор
Также именуется Уфимским карстовым косогором. Расположен по железной дороге между станцией Уфа и остановочным пунктом «1629 км» вдоль западного склона Уфы.
Название появилось в конце XIX века в связи с карстовыми провалами, возникающими под железной дорогой, как при строительстве, так и при эксплуатации. Исследования проводили Д. Л. Иванов (связано было со строительством Самаро-Златоустовской железной дороги). Изучался также Г. Г. Скворцовым, С. П. Ткаличем, В. И. Мартиным, В. Ф. Ткачёвым, А. И. Смирновым и другими.
Главная достопримечательность — скала Висячий Камень.

## Чесноковская гора
Гора возле села Чесноковка. Высота 175,4 метра. Рядом протекают река Белая и речка Берсианка.